# Armée du salut
Pour les articles homonymes, voir Armée du salut (homonymie).
L'Armée du salut (en anglais : The Salvation Army) est un mouvement international méthodiste anglican fondé en 1865 par William Booth (1829-1912), pasteur méthodiste, dans les districts pauvres de Londres.
Sa devise est : Soup, soap, salvation (Soupe, savon, salut).
Le message de l’Armée du salut se fonde sur la Bible.

## Histoire

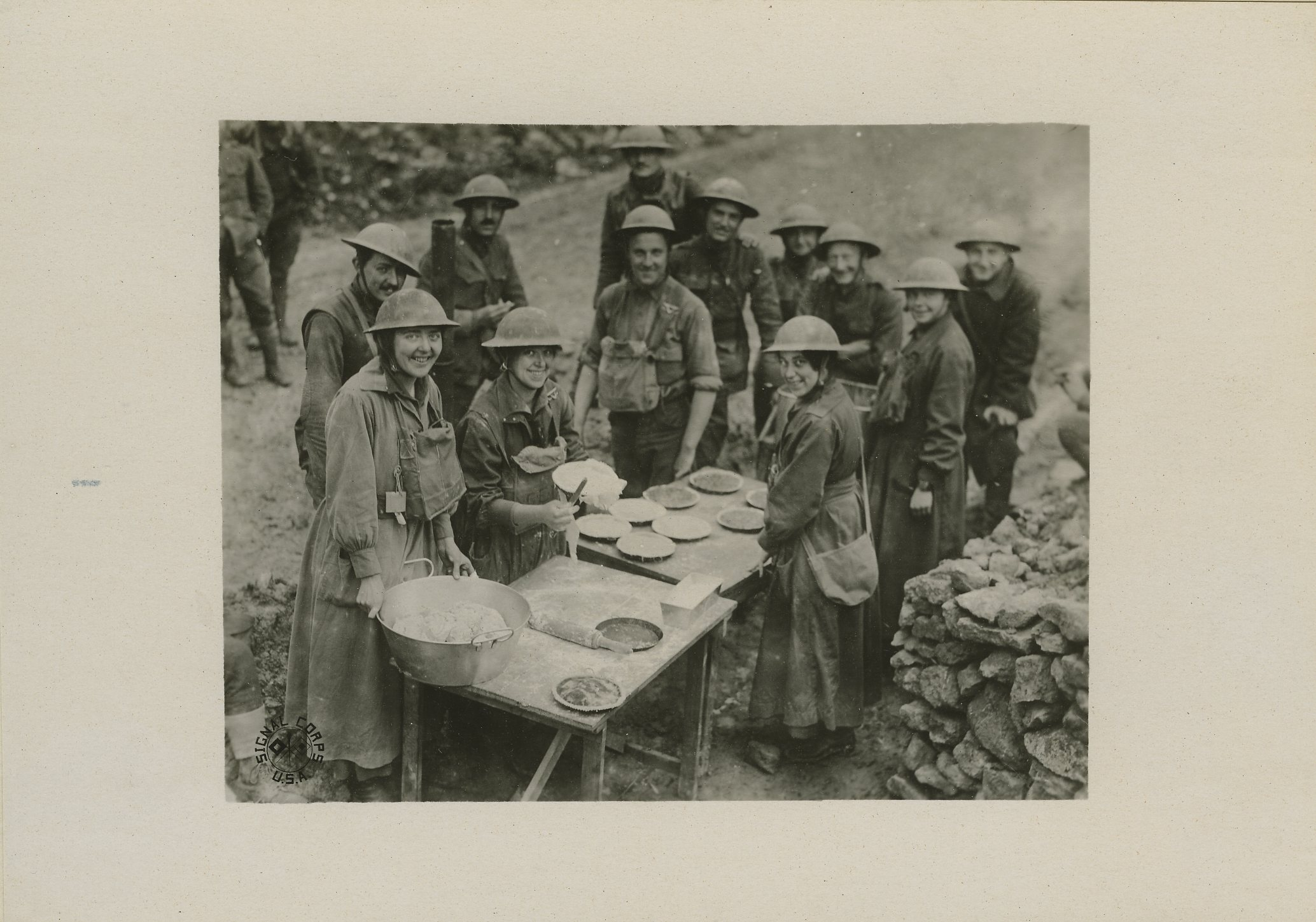
Salutistes américaines à Ansauville (France) durant la Première Guerre mondiale, équipées de masques à gaz, en train de préparer des tartes pour les soldats.

Drapeau français de l'Armée du salut. Le bleu y symbolise la pureté de Dieu, le rouge symbolise le sang versé par Jésus-Christ, le jaune symbolise le feu du Saint-Esprit.

En Angleterre, en pleine révolution industrielle, William Booth fonde la Mission chrétienne de l'Est de Londres le 2 juillet 1865 pour propager la foi chrétienne et lutter contre la pauvreté. Cette mission devient, le 7 août 1878, l'Armée du salut. À cette époque, les populations ouvrières s'entassent dans les quartiers pauvres d'East End (à l'est de Londres),.
Depuis 1891, durant le mois de décembre, l'Armée du salut organise une collecte de fonds dans la rue, ce sont les Marmites de Noël.

## Doctrines
Ce mouvement n'a pas de doctrine spécifique par rapport au protestantisme habituel car ses doctrines sont enracinées dans le méthodisme (mouvement issu d'un réveil religieux au XVIIIe siècle sous l'impulsion de John Wesley). Le fondateur William Booth étant pasteur de l’église méthodiste, il adopte ses points de doctrine à l'origine du mouvement. Il insiste sur la certitude d'un Salut offert à tous par le Christ et de la transformation possible de tout être humain par sa grâce. Il est spirituellement influencé par le piétisme, et dans la lignée du christianisme évangélique. L’Armée du salut définit ses principes de foi en onze articles.

## Structure

### Officier
L'officier de l’Armée du salut (est) peut être ministre du culte. Son service est un apostolat.
Il travaille à plein temps pour le mouvement dans un ministère pastoral qui le conduit également à mettre en place des actions de secours envers les plus démunis.

### Grades de l'Armée du salut
L'organisation comporte différent grades, de Jeune Soldat à Général. Les femmes y ont accès aux grades d'autorité.

## Étendue
L'Armée du salut est une structure internationale implantée dans 128 pays.

### Dates des implantations salutistes dans le monde
| - 1865 - Angleterre - 1874 - Pays de Galles - 1879 - Jersey, Écosse - 1880 - Australie, Ulster, États-Unis - 1881 - France - 1882 - Aurigny, Canada, Guernesey, Inde, Suède, Suisse - 1883 - Ile de Man, Nouvelle-Zélande, Pakistan, Afrique du Sud, Sri Lanka - 1884 - Irlande, Sainte-Hélène - 1886 - Allemagne, Colonie de Terre-Neuve - 1887 - Danemark, Italie, Jamaïque, Pays-Bas - 1888 - Norvège - 1889 - Belgique, Finlande - 1890 - Argentine, Uruguay - 1891 - Zimbabwe, Zoulouland - 1894 - Åland (jusqu'en 1950), Hawaï, Indonésie - 1895 - Gibraltar (jusqu'en 1968), Guyana, Islande, Japon - 1896 - Bermudes, Malte (jusqu'en 1972) - 1898 - Alaska, Barbade - 1901 - Trinité-et-Tobago - 1902 - Grenade, Sainte-Lucie - 1903 - Antigua-et-Barbuda, Saint-Vincent-et-les-Grenadines - 1904 - Panama - 1907 - Costa Rica - 1908 - Corée - 1909 - Chili - 1910 - Paraguay, Pérou - 1913 - Russie (jusqu'en 1923) - 1915 - Belize, Birmanie - 1916 - Chine (jusqu'en 1951), Mozambique, Saint-Christophe-et-Niévès - 1917 - Îles Vierges américaines - 1918 - Cuba - 1919 - Tchécoslovaquie (jusqu'en 1950) - 1920 - Bolivie, Nigeria - 1921 - Kenya - 1922 - Brésil, Ghana, Zambie - 1923 - Lettonie (jusqu'en 1939) - 1924 - Îles Féroé, Hongrie (jusqu'en 1949) - 1926 - Suriname - 1927 - Autriche, Estonie (jusqu'en 1940), Curaçao (jusqu'en 1980) - 1930 - Hong Kong - 1931 - Bahamas, Ouganda - 1933 - Guyane française (jusqu'en 1952), Tanzanie, Yougoslavie (jusqu'en 1948) - 1934 - Algérie (jusqu'en 1970), République démocratique du Congo, Mandchoukouo (jusqu'en 1945) | - 1935 - Singapour - 1936 - Égypte (jusqu'en 1949) - 1937 - Congo (Brazzaville), Mexique, Philippines - 1938 - Malaisie - 1950 - Haïti - 1956 - Papouasie-Nouvelle-Guinée - 1960 - Swaziland - 1962 - Porto Rico - 1965 - Taïwan - 1967 - Malawi - 1969 - Lesotho - 1970 - Bangladesh - 1971 - Portugal, Espagne - 1972 - Venezuela - 1973 - Fidji - 1976 - Guatemala - 1978 - Îles Canaries - 1980 - Guyane française (réinstallation) - 1985 - Angola, Colombie, Équateur, Îles Marshall - 1986 - Tonga - 1988 - Liberia - 1989 - Salvador, Thaïlande (jusqu'en 1993) - 1990 - République tchèque (réinstallation), Hongrie (réinstallation), Lettonie (réinstallation) - 1991 - Russie (réinstallation) - 1992 - Biélorussie (jusqu'en 1996), Somalie (jusqu'en 1995) - 1993 - Géorgie, Ukraine - 1994 - Guam, États fédérés de Micronésie, Moldavie - 1995 - République dominicaine, Rwanda, Estonie (réinstallation) - 1997 - Botswana - 1999 - Saint-Martin - 2000 - Macao - 2004 - Lituanie, Roumanie - 2005 - Îles Malouines, Pologne - 2007 - Grèce, Burundi - 2008 - Koweït, Mali, Mongolie, Namibie - 2009 - Népal - 2010 - Émirats arabes unis, Nicaragua, Sierra Leone - 2011 - Îles Salomon, Îles Turques-et-Caïques, Togo - 2012 - Cambodge, Groenland - 2016 - Madagascar |

### Belgique
Depuis le 1er janvier 2009, elle forme un territoire salutiste unique avec la France. Les responsables régionaux pour la Belgique sont les majors Jean et Ariane Olekhnovitch.

### Burundi
Le Burundi est un secteur du command salutiste du Rwanda, sous le commandement des lieutenants-colonels Seth et Janet Appeateng.

### Canada
Le Canada et les Bermudes forment un territoire salutiste sous le commandement de la commissaire Susan McMillan.

### Caraïbes
En 1887, l'Armée du salut engage son action à Kingston.
La Jamaïque, la Barbade, Trinité-et-Tobago, Sainte-Lucie, Antigua-et-Barbuda, Saint-Vincent-et-les-Grenadines, le Belize, Saint-Christophe-et-Niévè, le Suriname, les Bahamas, Haïti, la Guyane française et Saint-Martin forment un territoire salutiste sous le commandement des commissaires Mark et Sharon Tillsley.

### Congo (Brazzaville)
En 1937, l'adjudant Henri Becquet installe l'action de l'Armée du salut à Brazzaville en Afrique-Équatoriale française.
Ce territoire salutiste est sous le commandement des colonels Eugène et Brigitte Odile Bamanabio.

### République démocratique du Congo
En 1934, l'adjudant Henri Becquet installe l'action de l'Armée du salut à Kinshasa au Congo belge. Elle est reconnue par décret royal de Léopold III le 21 février 1936.
Ce territoire salutiste est sous le commandement des colonels GrâceVictor et Lydia MATONDO.
Le nombre de salutistes est estimé à plus de 200 000 personnes.

### France
Albin Peyron et son épouse Blanche Peyron en assurent la transformation et le développement en France.
Un de leurs successeurs, Charles Péan, commissaire-général de l'Armée du salut en France de 1957 à 1966, joue un rôle important dans la fermeture du bagne de Cayenne, où les conditions de vie étaient extrêmement dures et les mauvais traitements fréquents.
L'Armée du salut est reconnue d'utilité publique en 1931. Cette reconnaissance est abrogée en 2000 pour être reportée sur la Fondation nouvellement créée.
Depuis le 1er janvier 2009, elle forme un territoire salutiste unique avec la Belgique sous le commandement des colonels Daniel et Eliane Naud.
En 2015, aux côtés d'associations et de mouvements de la jeunesse et du groupe Bayard, l'Armée du salut participe à la création du groupe de réflexion Vers le haut, consacré aux jeunes et à l'éducation, lancé à l'initiative des Apprentis d'Auteuil.
De 1929 à 1994, l'Armée du Salut gère à Paris la péniche Louise-Catherine, réaménagée par Le Corbusier selon le souhait de sa propriétaire Madeleine Zillhardt, pour en faire un lieu d'accueil sur la Seine pour les personnes sans-abri.

### Madagascar
Le 23 octobre 2016, l'Armée du salut engage son action à Tananarive.
Madagascar fait partie du territoire salutiste du Zimbabwe et du Botswana, sous le commandement des commissaires Joash et Florence Malabi.

### Mali
D'abord dépendant du Nigeria, le Mali est depuis 2010 une région salutiste sous le commandement des majors Dieudonné et Philippine Tsilulu.

### Rwanda
Le Rwanda forme, avec le Burundi, une région salutiste autonome (command) sous le commandement des lieutenants-colonels Seth et Janet Appeateng.

### Suisse
Le 10 décembre 1882, la « Maréchale » Catherine Booth et le colonel Arthur Sidney Clibborn lancent l'action de l'Armée du salut à Genève. Après une vive opposition, le mouvement est reconnu comme institution religieuse par le Tribunal fédéral en 1889.
La Suisse, l'Autriche et la Hongrie forment un territoire salutiste sous le commandement des commissaires Massimo et Jane Paone.

## Controverses

### Controverses autour des positions de la fondation sur les personnes LGBT+
Bien que l'Armée du Salut annonce ne pas discriminer contre les lesbiennes, gays, bisexuels et transgenres (LGBT), elle reste accusée de discrimination par des critiques. Ces critiques soulignent les propos considérés homophobes de responsables de l'organisation, et des situations de discriminations au sein de cette dernière. Elle est également accusée de lobbying contre les droits des personnes LGBT. Des membres de l'organisations ont également été licenciés pour cause de leur homosexualité. Des documents partagés en interne semblent révéler une idéologie homophobe au sein de l'organisation,.

### Filmographie
- Oh ! Quel beau jour, documentaire réalisé par Jacqueline Veuve (1995)